# 三照
三照（さんしょう）とは天台大師智顗が｢華厳経｣の四照の譬喩を｢法華経｣信解品の長者窮子の譬えの文に当てはめて顕したもの。｢摩訶止観｣巻一（要出典）に載っている。
三照の三とは仏の教導が及ぶ機根を高山･幽谷･平地の三つに配したものである。
智顗は照平地（平地を照らす時）をさらに食時（午前8時）･禺中時（午前十時）･正中時（正午）に三分して五時教判の基とした。
仏がこの世に現れて説法を開始する時、まず内容の高度なものを説く。それは恰も旭日がまず高い山の峰を照らすような者である。これは説法の次第で言うと華厳経に当たる。